# Georges Garnier
Georges Garnier, né le 14 mai 1878 à Paris et mort le 2 février 1936 dans la même ville, est un footballeur international français, évoluant sur le côté droit de la ligne d'attaquants (ailier ou centre droit).

## Biographie
Sportif accompli et complet, il fut également champion de France du 400 mètres en 1895 et du 800 mètres en 1897 (membre du Racing Club de France), gagnant au passage le Prix de France 1896 (première édition, 200 mètres plat du RCF).
Il est champion de France USFSA 1896 avec le Club Français, champion de la ville de Paris en 1896, 1899, et 1900 (l'année olympique), mais aussi vainqueur de la Coupe Manier à six reprises, de 1897 à 1901 et en 1903.
Il termine vice-champion olympique  lors du tournoi olympique de démonstration de Paris en 1900, et dispute les deux matchs proposés.
Garnier compte trois sélections officielles en équipe de France A lors des trois premiers matchs de celle-ci, en 1904 et 1905, face à la Belgique (deux) et à la Suisse (un). Ce joueur du Club français est le second capitaine de la sélection française en 1905 contre la Suisse qui vit la première victoire de l'équipe de France (1-0). Il est avant-centre lors de ses trois matches en équipe de France.

## Ses matchs en équipe de France
| Date            | Stade                                     | Adversaire | Score | Comp |
| --------------- | ----------------------------------------- | ---------- | ----- | ---- |
| 1er mai 1904    | Stade du Vivier d'Oie Bruxelles, Belgique | Belgique   | N 3-3 | A    |
| 12 février 1905 | Parc des Princes Paris, France            | Suisse     | V 1-0 | A    |
| 7 mai 1905      | Stade du Vivier d'Oie Bruxelles, Belgique | Belgique   | D 0-7 | A    |

## Palmarès
Athlétisme

- Champion de France du 400 mètres 1895;
- Champion de France du 800 mètres 1897;
- Prix de France du RCF 1896 (200 mètres);
  - 3e du 100 mètres en 1895;
  - 3e du 400 mètres en 1896.

(nota bene : son frère André, aussi du RCF, fut champion de France du 100 mètres en 1896 et vice-champion en 1897, ainsi que vice-champion du 400 mètres cette année-là. Ils ne doivent pas être confondus avec un Garnier du l'US Le Mans, en activité entre 1903 et 1906 sur 400 mètres haies, 110 mètres haies, ainsi qu'au saut à la perche.)

Football

- Vice-champion olympique 1900;
- Challenge Evance-Coppée 1904;
- Champion de France USFSA 1896;
- Champion de la ville de Paris en 1896, 1899 et 1900;
- Coupe Manier de 1897 à 1901 et en 1903;
- Finaliste de la Coupe Dewar en 1903[6].

## Galerie

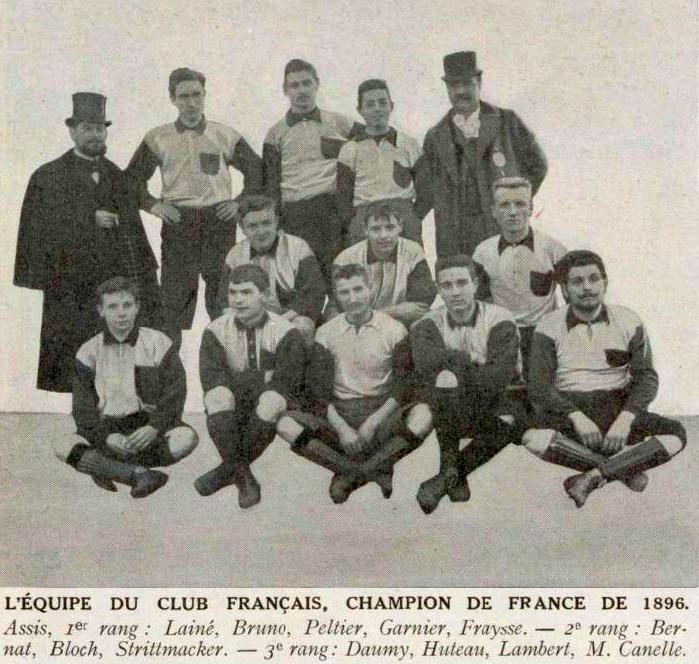
Le Club français, champion de France de football en 1896 (Garnier est le quatrième joueur assis au premier rang).
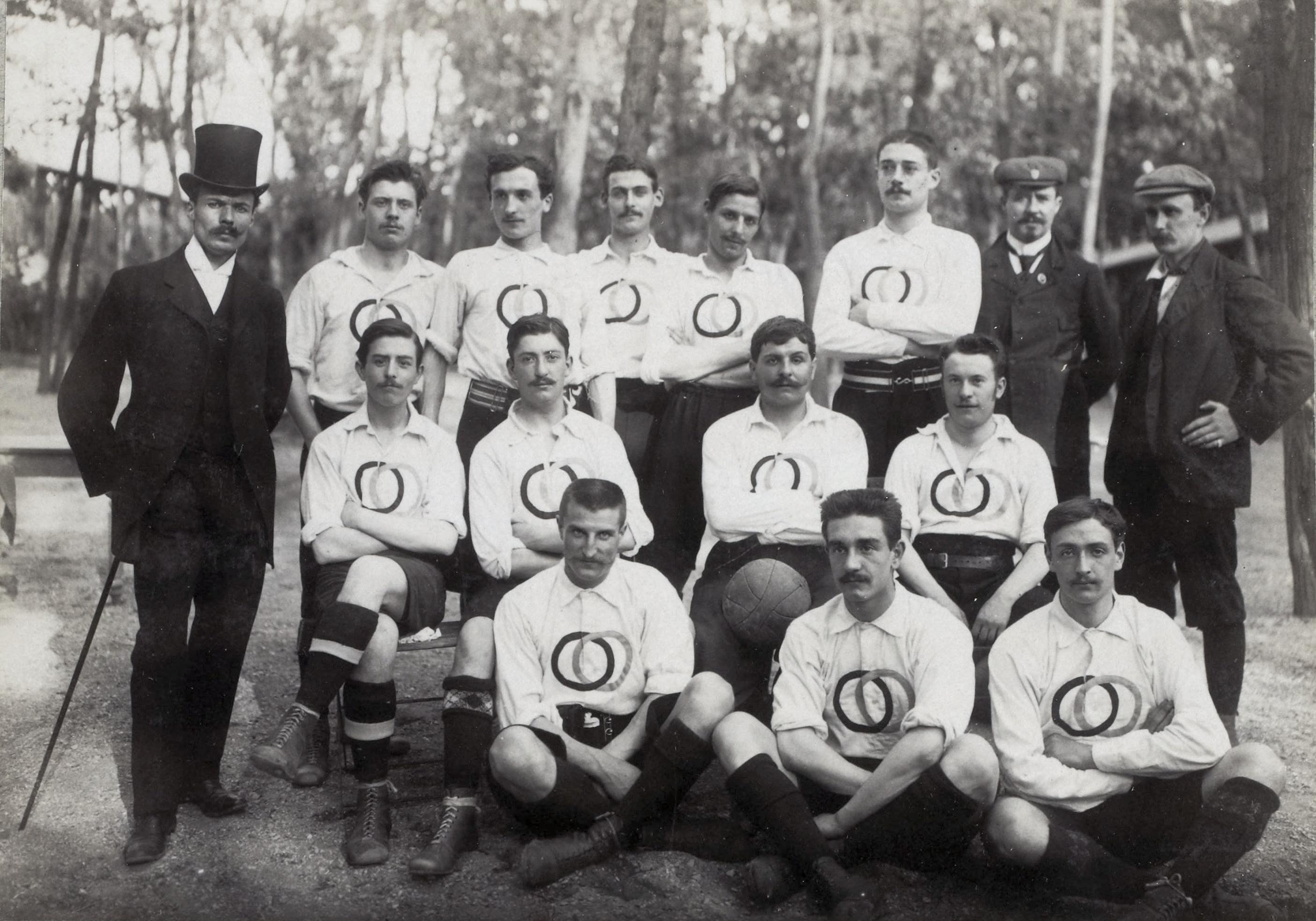
Georges Garnier, au milieu du 1er rang jambes croisées, lors des JO de 1900.
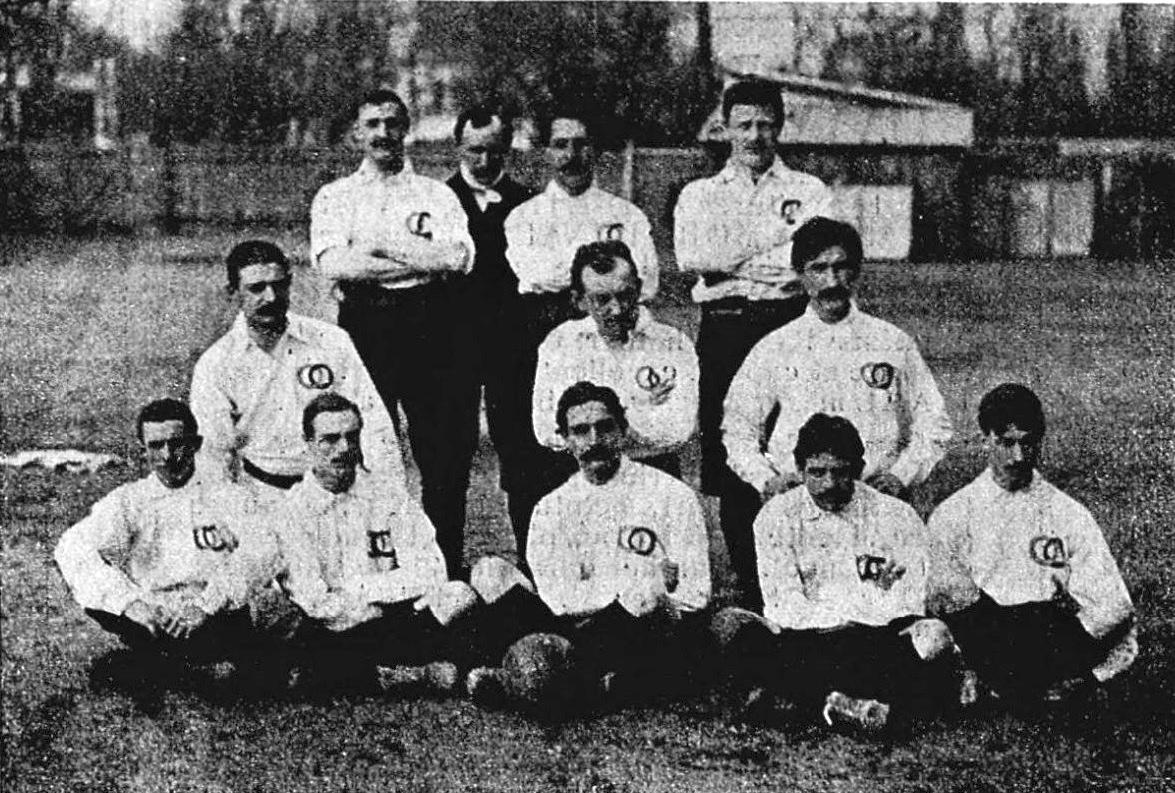
L'équipe de France USFSA le 13 mars 1904 au Parc des Princes face à Southampton[7]. Garnier est accroupi au centre.
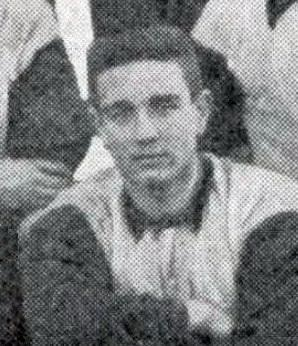
Georges Garnier en 1896, champion de France USFSA.
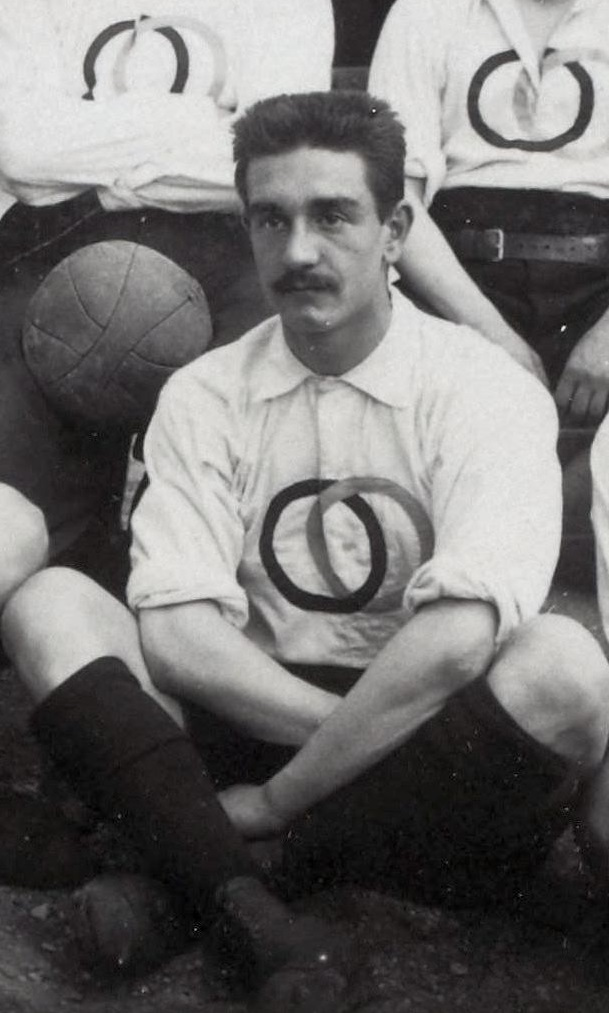
Georges Garnier en 1900 (JO de Paris).
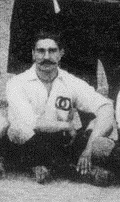
Georges Garnier, sélectionné face à la Belgique le 1er mai 1904.

## Remarque
- Avec Pierre Allemane, Eugène Fraysse, Lucien Huteau et Fernand Canelle, il est l'un des cinq joueurs à avoir été vice-champion olympique et champion de France de football avant-guerre.